# Lukáš Urban
Lukáš Urban (Prešov, 22 de junio de 1995) es un jugador de balonmano eslovaco que juega de lateral izquierdo en el Tatabánya KC. Es internacional con la selección de balonmano de Eslovaquia.
Su primer gran campeonato con la selección fue el Campeonato Europeo de Balonmano Masculino de 2022.

## Palmarés

### Tatran Prešov
- Liga de Eslovaquia de balonmano (7): 2013, 2014, 2015, 2016, 2017, 2018, 2019
- Copa de Eslovaquia de balonmano (7): 2013, 2014, 2015, 2016, 2017, 2018, 2020

## Clubes
| Club             | País       | Año         |
| ---------------- | ---------- | ----------- |
| HT Tatran Prešov | Eslovaquia | 2012 - 2020 |
| C' Chartres MHB  | Francia    | 2020 - 2021 |
| Tatabánya KC     | Hungría    | 2021 - Act. |